# Tam Lạp cung
Tam Lạp cung (三笠宮 Mikasa-no-miya) là một nhánh của Hoàng thất Nhật Bản, người đứng đầu hiện tại là Thân vương phi Yuriko.

## Thành viên hiện tại
- Thân vương phi Yuriko, vợ của Thân vương Takahito quá cố.
  - Thân vương phi Nobuko, vợ của Thân vương Tomohito quá cố, con dâu của Thân vương Takahito.
    - Nữ vương Akiko, con gái của Thân vương Tomohito quá cố, cháu gái của Thân vương Takahito.
    - Nữ vương Yōko, con gái của Thân vương Tomohito quá cố, cháu gái của Thân vương Takahito.

## Tất cả thành viên
| STT | Tên                   | Giới tính | Năm sinh-mất | Thế thứ                                  | Tình trạng                                     |
| --- | --------------------- | --------- | ------------ | ---------------------------------------- | ---------------------------------------------- |
| 1   | Thân vương Takahito   | Nam       | 1915-2016    | Con trai thứ tư của Thiên hoàng Taishō   | Qua đời                                        |
| 2   | Thân vương phi Yuriko | Nữ        | 1923         | Vợ của Thân vương Takahito               | Thành viên hiện tại                            |
| 3   | Thân vương Tomohito   | Nam       | 1946-2012    | Con trai thứ cả của Thân vương Takahito  | Qua đời                                        |
| 4   | Thân vương phi Nobuko | Nữ        | 1955         | Vợ của Thân vương Tomohito               | Thành viên hiện tại                            |
| 5   | Konoe Yasuko          | Nữ        | 1944         | Con gái cả của Thân vương Takahito       | Kết hôn năm 1966                               |
| 6   | Thân vương Yoshihito  | Nam       | 1948-2014    | Con trai thứ hai của Thân vương Takahito | Tách ra thành lập nhánh Quế cung năm 1988      |
| 7   | Sen Masako            | Nữ        | 1951         | Con gái thứ hai của Thân vương Takahito  | Kết hôn năm 1983                               |
| 8   | Thân vương Norihito   | Nam       | 1956-2002    | Con trai thứ ba của Thân vương Takahito  | Tách ra thành lập nhánh Cao Viên cung năm 1984 |
| 9   | Nữ vương Akiko        | Nữ        | 1981         | Con gái cả của Thân vương Tomohito       | Thành viên hiện tại                            |
| 10  | Nữ vương Yōko         | Nữ        | 1983         | Con gái thứ hai của Thân vương Tomohito  | Thành viên hiện tại                            |